# Décret de l'Alhambra
Pour les articles homonymes, voir Décret.

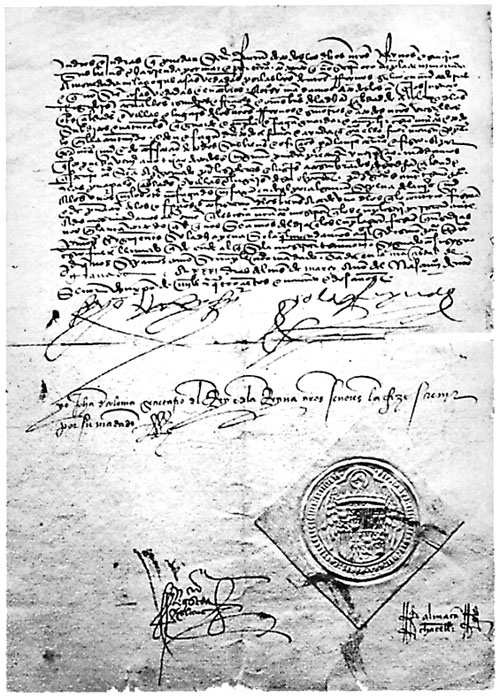
Fac-similé du décret de l’Alhambra
«… Nous avons décidé d'ordonner à tous les juifs, hommes et femmes, de quitter nos royaumes et de ne jamais y retourner… à la date du 31 juillet 1492 et ne plus rentrer sous peine de mort et de confiscation de leurs biens… ».

Le décret de l’Alhambra, signé le 31 mars 1492 par les Rois catholiques à Grenade, est un édit d’expulsion des Juifs de leurs royaumes de Castille et d'Aragon qui refuseraient de se convertir au christianisme.  
Ce décret intervient trois mois après la prise de Grenade, marquant la fin du royaume de Grenade, seul État musulman dans la péninsule Ibérique depuis le XIIIe siècle, et la fin de la Reconquista commencée au IXe siècle. 
Motivé par la volonté de christianiser les deux royaumes en prélude à leur unification, il est effectivement appliqué quatre mois plus tard, provoquant une dispersion des Juifs espagnols dans le bassin méditerranéen et au Portugal, mais aussi la conversion de certains d'entre eux, les conversos ou nouveaux chrétiens, objets par la suite de soupçons d'insincérité. Le décret de l'Alhambra est suivi une dizaine d'années plus tard d'un décret d'expulsion des musulmans. 
Il a été formellement abrogé en 1967 par le gouvernement du général Franco, pour se conformer à la déclaration Nostra Ætate dans laquelle l’Église catholique romaine reconnaît la diversité des autres religions et le lien privilégié qu'elle entretient avec le judaïsme.

## Contexte
Le décret d’Isabelle de Castille et Ferdinand II d'Aragon est un des événements qui font de 1492 une « année cruciale » de l’histoire de l'Espagne, aux côtés de la fin de la Reconquista, mais aussi du premier voyage de Christophe Colomb, qui en octobre 1492, découvre les îles Bahamas, puis les îles Caraïbes d'Hispaniola et de Cuba. 
Mariés en 1469, Isabelle et Ferdinand sont confrontés, à la mort d'Henri IV (1474) à la guerre de Succession de Castille, qui prend fin en 1479 avec le traité d’Alcáçovas, qui rétablit la paix entre la Castille et le Portugal.
À partir de 1482, ils consacrent leurs ressources et leur énergie à la guerre contre le royaume de Grenade. Le traité conclu en 1491 entre les Rois catholiques et le roi Boabdil donne quelques garanties aux Juifs notamment sur la liberté de culte.
En effet, les juifs sont assez nombreux dans le royaume de Grenade. Mais il y en a aussi en Castille et en Aragon, royaumes qui n'ont pas pris de décret d'expulsion, contrairement à la France (septième décret en 1394) ou à l'Angleterre (1290).
Le 2 janvier 1492, Ferdinand et Isabelle font leur entrée solennelle dans Grenade, mettant fin à près de huit siècles de présence musulmane sur la péninsule Ibérique. Le traité qui leur ouvre les portes de Grenade garantit leur liberté aux Juifs et donne un mois aux marranes pour quitter l'Espagne. Cependant, l'Inquisition dirigée par Torquemada et les souverains ne pouvaient supporter l'idée que de nombreux Juifs convertis fréquentaient encore leur famille ou leurs amis de leur ancienne communauté et pratiquaient encore les rites du judaïsme, ce malgré l'interdiction absolue de tout contact entre Juifs et Juifs convertis.
Ayant vaincu les musulmans, les chrétiens ne pouvaient comprendre qu'on laissât encore leur liberté aux Juifs bien plus coupables, à leurs yeux, que les musulmans, d'autant plus que l’énorme butin que les Espagnols avaient amassé dans les riches cités du royaume conquis semblait rendre la présence des financiers juifs moins nécessaire à la prospérité de l’État. Les souverains espagnols qui avaient déjà songé à une expulsion des Juifs et qui avaient demandé vainement son soutien au pape Innocent VIII avant même la prise de Grenade publient le décret d'expulsion le 31 mars 1492, malgré ce refus et sous l'influence du Grand Inquisiteur Tomás de Torquemada, confesseur d'Isabelle.

## Contenu

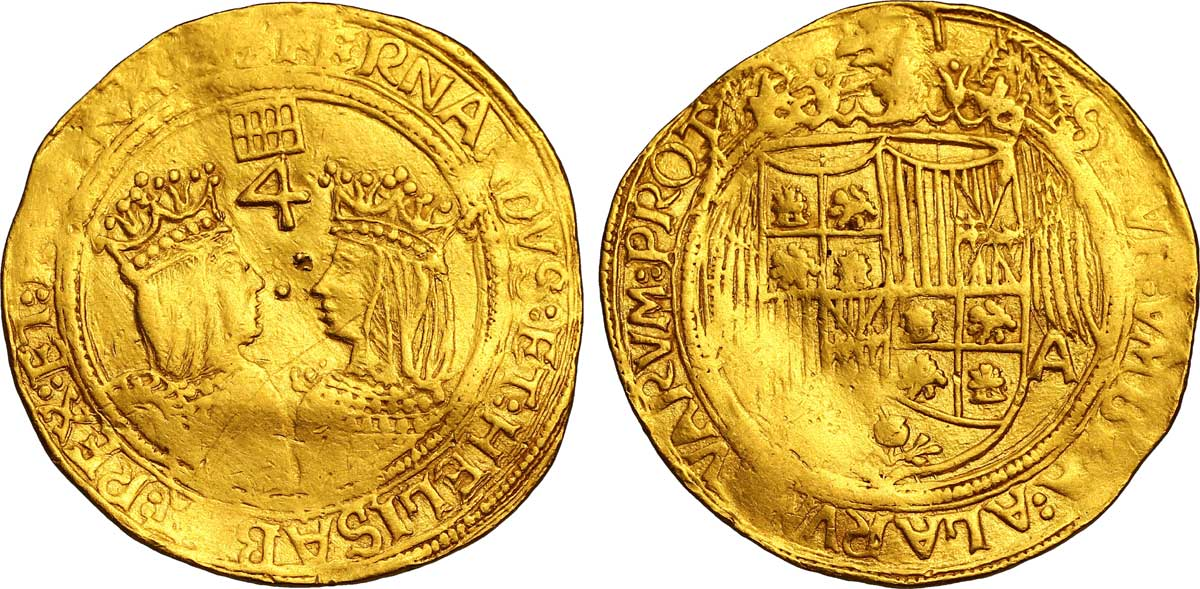
Quadruple en or à l'effigie d'Isabelle et Ferdinand des Espagnes, monarques très catholiques.

Le décret, dicté par Fernand et Isabelle à leur secrétaire, Juan de Coloma (es), s’ouvre par une adresse classique. Il s’étend longuement sur la liste des possessions des monarques ainsi que sur celle des destinataires, prenant soin d’inclure l’ensemble des dignitaires et fonctionnaires ainsi que les Juifs de tous âges et conditions sociales résidant en tous lieux des possessions espagnoles susmentionnées.
Il déplore ensuite la persistance de pratiques judaïsantes parmi les juifs convertis au christianisme. La faute en est imputée aux Juifs parvenant à subvertir leurs anciens frères ainsi qu’en attestent les nombreux procès instruits par l’Inquisition au cours des douze années précédant le décret. Ceux-ci en infèrent en outre que les mesures de ségrégation des Juifs dans des quartiers spéciaux sont insuffisantes pour empêcher ces pratiques.
Les souverains expliquent avoir fait preuve de mansuétude jusque là, en se contentant de bannir les Juifs d’Andalousie. Cependant, les Juifs persistant même après que certains d’entre eux ont été reconnus coupables et condamnés par les tribunaux inquisitoriaux, il convient de bannir le groupe entier.
En conséquence, les Rois catholiques interdisent de séjour sur les terres espagnoles à dater de la fin du mois de juillet tout Juif, sous peine de mort et de confiscation de ses biens immédiate sans autre forme de procès. Il est également interdit à tout non-Juif de leur prêter assistance ou de les héberger sous peine de dessaisissement immédiat de ses biens et titres.
Les Juifs sont officiellement placés sous protection royale jusqu’à cette date et il leur est loisible d’emporter tous leurs biens meubles et de convertir leurs biens immeubles afin d’en emporter la contrevaleur sous toute forme… à l’exception d’or, d’argent ou de devises. De plus, certaines copies du décret ajoutent que les Juifs avaient la possibilité de se convertir au catholicisme pour éviter l'expulsion.
Le décret s’achève sur l’ordre impérieux donné à tous les dignitaires et fonctionnaires des possessions espagnoles de se conformer aux directives précitées et de les faire afficher en tout lieu public, de sorte que nul ne puisse feindre l’ignorance. Des sanctions sont également prévues pour les contrevenants.

## Application du décret

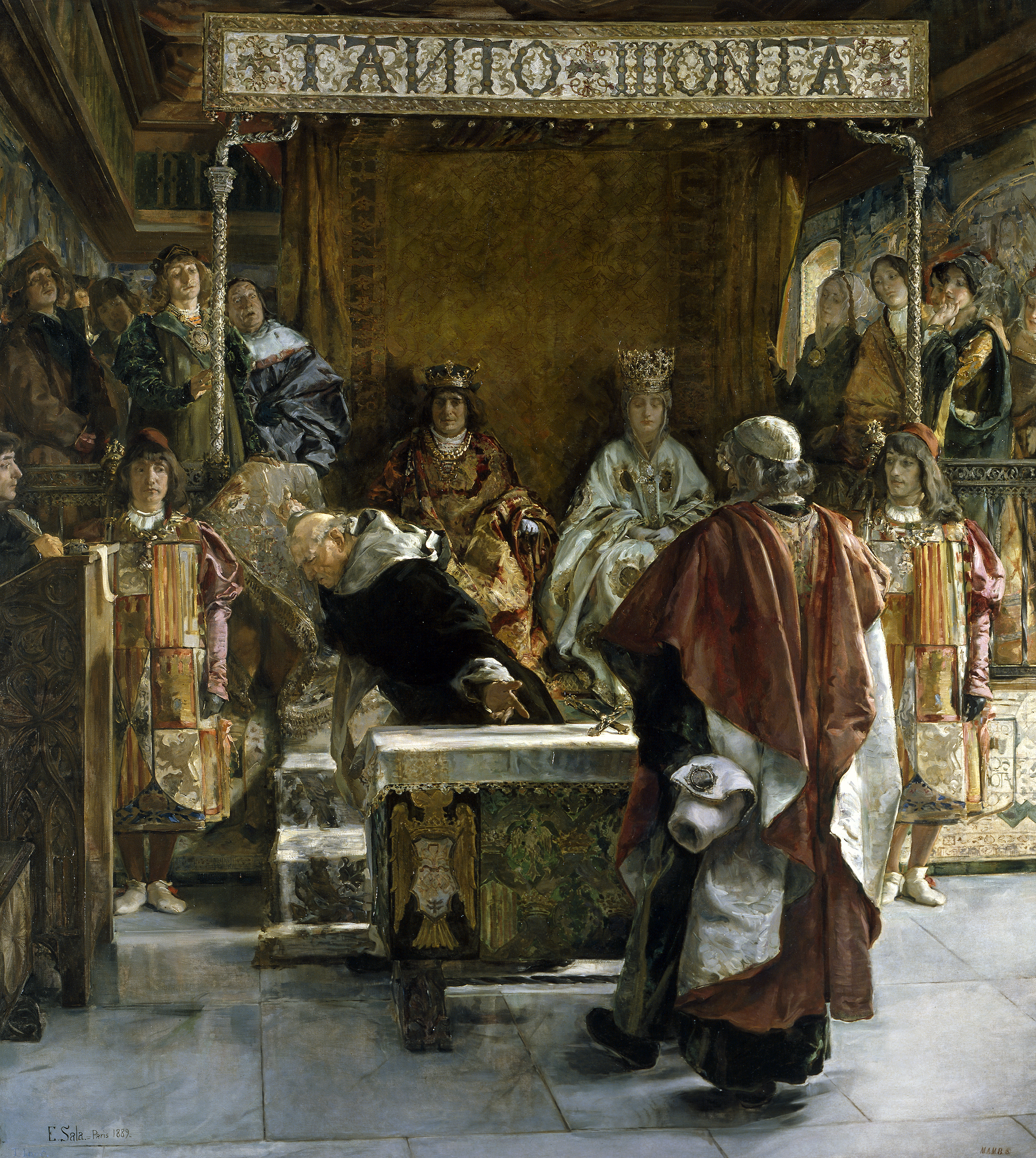
Expulsion des Juifs d'Espagne (1492), Emilio Sala y Francés, 1889 : Torquemada offre aux rois catholiques l'édit d'expulsion des Juifs d'Espagne contre leur signature.

Dès la proclamation du décret, Isaac Abravanel, qui était le trésorier des souverains et à ce titre avait financé leurs campagnes militaires, et aussi le grand rabbin Abraham Senior essaient de persuader Ferdinand et Isabelle de revenir sur leur décision, sans succès car Torquemada leur fait valoir que ce serait se conduire comme Judas qui avait vendu le Christ pour trente deniers.

### Liquidation
Fin avril 1492, le décret est solennellement proclamé à son de trompe dans toutes les Espagnes et les Juifs doivent donc liquider leurs affaires avant la fin juillet 1492. Bien évidemment, il leur est très difficile d'obtenir la vraie valeur des biens qu'ils doivent vendre, d'autant plus que, ne pouvant emporter or, argent ou pièces de monnaie, il ne leur reste que la solution des lettres de change. Mais même cela leur devient difficile : selon Andrés Bernáldez (es), curé de Los Palacios et autre confesseur de la reine Isabelle, une maison s’échangeait contre un âne, et un vignoble contre une pièce de drap ou de toile. Pour rendre encore plus difficile aux Juifs la vente de leurs immeubles, Torquemada interdit aux chrétiens tout commerce avec eux. Enfin, le roi Ferdinand d'Aragon fait mettre sous séquestre une partie des biens des Juifs de façon à garantir leurs dettes et les impôts qu'ils peuvent encore devoir à la Couronne.

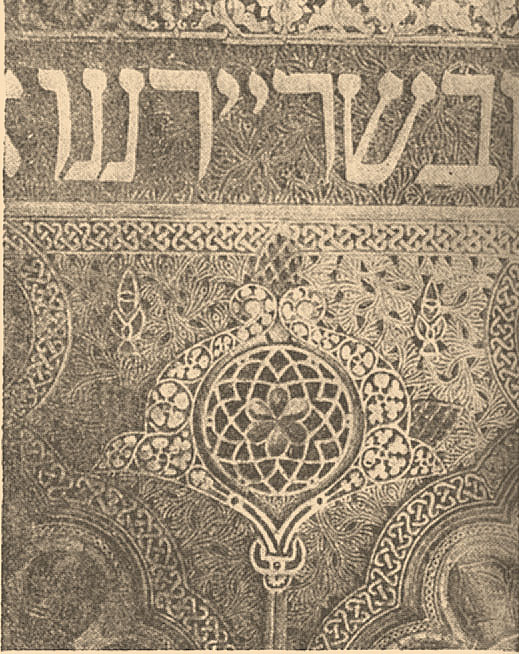
Ornement sur le mur de la synagogue El Tránsito à Tolède

Le texte de l’édit des rois catholiques est rectifié le 14 mai 1492, ainsi destiné à protéger les Juifs contre les violences jusqu’au moment de leur départ.
Profitant du désespoir des Juifs, Torquemada leur ouvre alors une porte en leur offrant la possibilité de se convertir au catholicisme. Mais une majorité d'entre eux refuse cette conversion, d'autant qu'ils ont vu avec quelle facilité les nouveaux chrétiens sont condamnés au bûcher. Quelques-uns, surtout parmi les mieux établis, acceptèrent la conversion et notamment le grand rabbin Abraham Senior qui se convertit avec sa famille sous le parrainage d'un cardinal pour prendre le nom de Coronel et continuer à accéder aux plus hautes fonctions.
Ceux qui partent tentent de récupérer leurs créances et de vendre leurs biens avant leur départ, trop vite et à perte. Les parents marient hâtivement leurs enfants, dès douze ou treize ans, croyant que les couples seront favorisés dans le grand départ. Tous cherchent le port, le pays d’accueil le plus sûr.
À l’approche du mois de juillet, on fait proclamer qu’aucun Juif ne peut emporter de l’or, mais on autorise leurs vêtements et leurs bagages. Les futurs exilés tentent de négocier leur or en soieries et en fourrures. Les joyaux sont confisqués par les conseils urbains, par les Inquisiteurs ou par des intermédiaires peu scrupuleux. Les Juifs seront fouillés au moment de l’embarquement.

### Jour dit

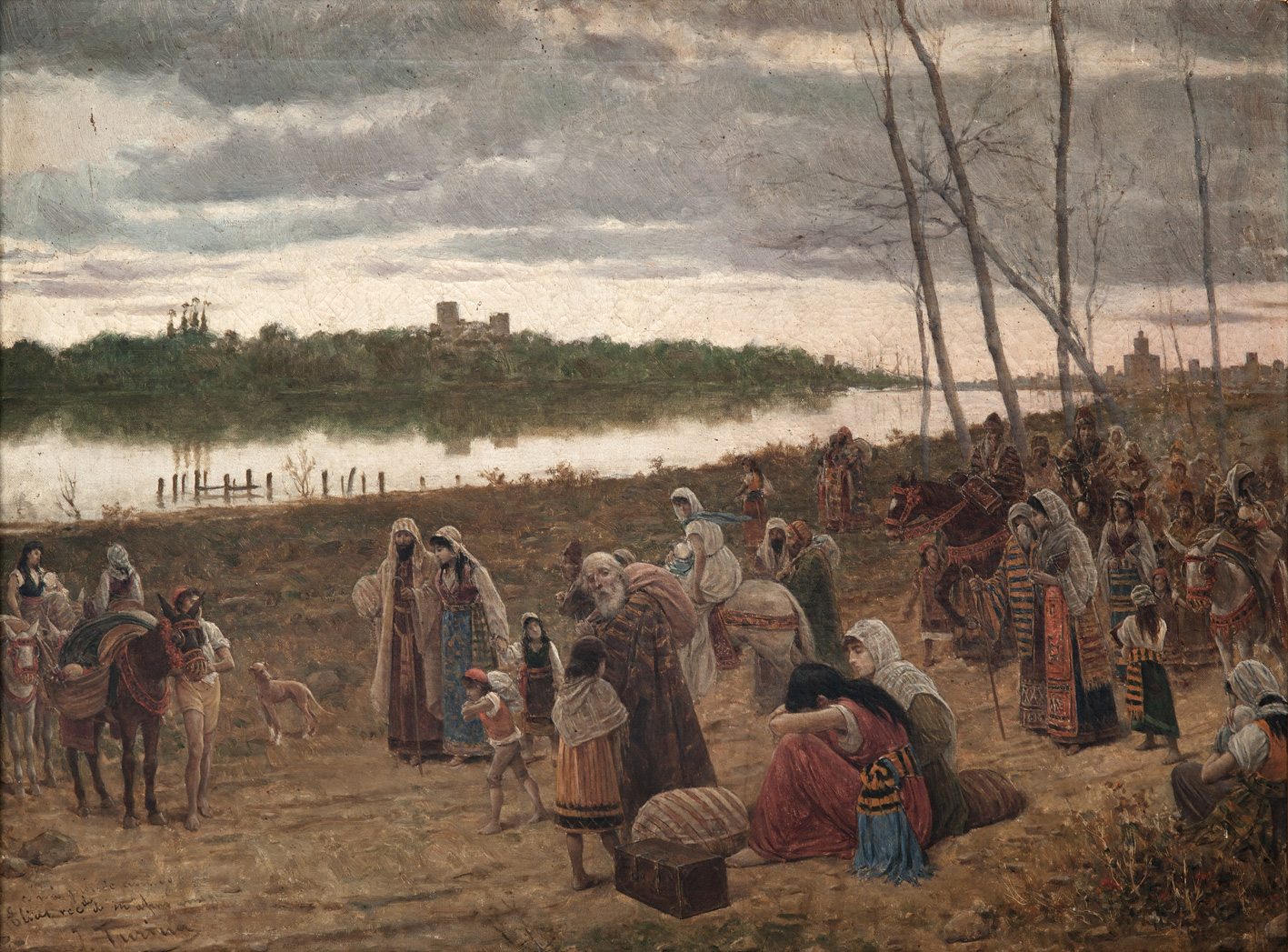
Expulsion des Juifs de Séville, Joaquín Turina y Areal,

Finalement, les appels à la révocation du décret n'aboutissent qu'à reculer de deux jours la date d'application qui est donc le 2 août 1492, soit, selon le calendrier juif, le 9 Ab 5252 (Tisha Beav), déjà jour de jeûne commémorant la destruction des premier et deuxième Temple de Jérusalem.
Les chercheurs ont du mal à s'accorder sur le nombre exact de Juifs qui partirent et ceux qui préférèrent se convertir. Les estimations vont de 50 000 à 300 000 exilés. Selon Esther Benbassa, le chiffre de 100 000 à 150 000 paraît le plus plausible.

### Suites du décret
Outre l'Espagne, le décret est appliqué dans les possessions espagnoles : l'Inquisition sera active dans les colonies espagnoles et le décret est appliqué en Italie (Italie du Sud, Sardaigne) en 1501, après que ces territoires sont tombés sous la domination espagnole.

## Les conséquences de l'expulsion

### Temps de laConvivencia
Avec le décret de l'Alhambra suivi 10 ans plus tard de l'interdiction de l'islam dans le royaume de Castille, les souverains catholiques mettent fin définitivement à la convivencia.

### Après le départ des Juifs
Les Rois catholiques se rendent vite compte du vide laissé par le départ des Juifs. Dès novembre 1492, ils font savoir dans les royaumes voisins et au Maghreb qu’ils autorisent le retour et restitueraient leurs biens à ceux qui se feraient baptiser. Un nombre assez important de Juifs repliés au Portugal reviennent par Badajoz et Ciudad Rodrigo, et deviennent conversos en tentant de retrouver leurs biens vendus quelques mois plus tôt.
La communauté juive d'Espagne, expulsée, part vers le Maroc et le pourtour méditerranéen, l'Empire ottoman, mais aussi l'Italie et les Pays-Bas.
La première destination des Juifs d'Espagne est le Portugal qui ouvre alors ses portes. Selon les archives portugaises, le nombre de Juifs entrés au Portugal (principale destination en 1492) se monterait à 23 320 personnes. Mais, dès 1496, les souverains espagnols forcent leur voisin portugais à expulser à son tour les Juifs du Portugal, qui seront connus dans toute l'Europe comme « Juifs portugais », qu'ils viennent du Portugal ou d'Espagne à travers le Portugal.
De nombreux autres choisissent les pays méditerranéens à proximité comme l'Afrique du Nord avec le Maroc et l'Algérie ainsi que la péninsule italienne et les plus chanceux sont ceux qui émigrent dans l'Empire ottoman qui commence à prendre forme et où le sultan Bajazet II ordonne de bien les accueillir et peut déclarer : « Vous appelez Ferdinand un monarque avisé, lui qui a appauvri son empire et enrichi le mien ! ». Ils sont à l'origine de la très importante communauté de Salonique qui disparut dans la Shoah.
D'autres choisissent d'aller vers le nord. Quelques-uns s'arrêteront dans le Sud-Ouest de la France où ils seront tolérés par les rois et y fonderont la communauté juive portugaise. D'autres iront aux Pays-Bas où se développera une prospère communauté séfarade dont on peut encore voir la synagogue à Amsterdam, qui elle-même sera à l'origine des communautés sud-américaines puis nord-américaines. Cette émigration des Juifs puis des marranes continue durant les XVIe et XVIIe siècles.
Les Juifs espagnols emportent avec eux leur culture et leur langue. Si le ladino ou judéo-espagnol ne perdure que jusqu'au XXe siècle, principalement en Turquie et en Grèce et aussi au Maroc, la culture séfarade se transmet de nos jours dans la plupart des communautés juives issues du bassin méditerranéen, particulièrement en Israël et en France.
En 1797, don Pedro Varela, ministre du commerce, présente au roi Charles IV un mémoire où sont exposés les conséquences de l'expulsion et tous les avantages qu’il y aurait pour le royaume d’accueillir à nouveau les Juifs. Mais il n'est pas entendu, et le roi par une ordonnance du 22 juillet 1800, maintient et renouvelle dans toute leur rigueur les prescriptions de l’édit de 1492.

### Abrogation du décret

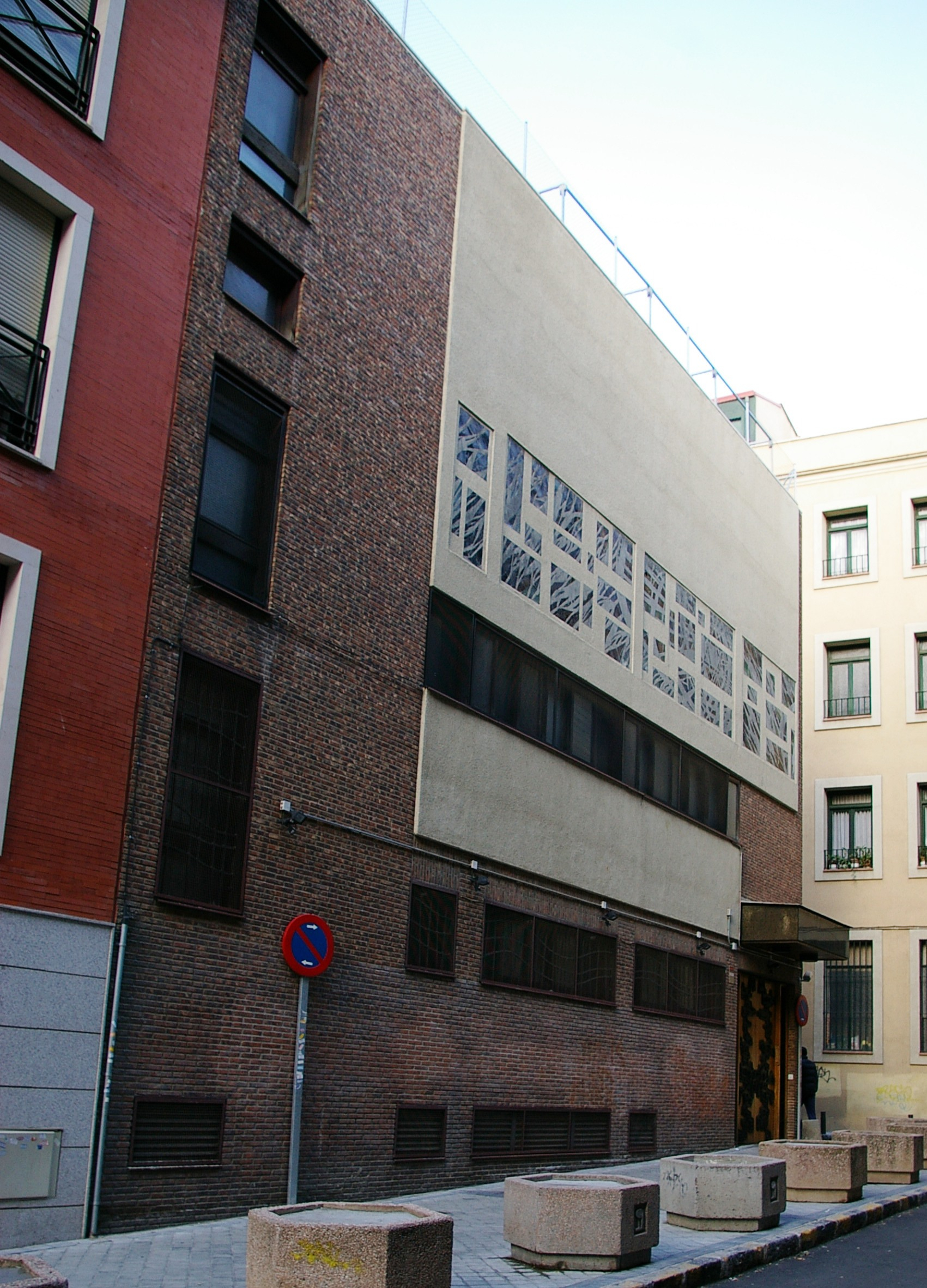
Synagogue de Madrid, la première construite en Espagne depuis l'expulsion des Juifs de 1492

Le décret de l'Alhambra est resté officiellement en vigueur jusqu'au 28 juin 1967, date de son abrogation à l'initiative du ministre du Tourisme Manuel Fraga Iribarne,.
Le 16 décembre 1968 est inaugurée la nouvelle synagogue de Madrid, première synagogue construite en Espagne depuis 1492.
Le cycle inauguré par le décret de l'Alhambra est clos exactement 500 ans après la promulgation de ce décret, le 31 mars 1992 lorsque le roi Juan Carlos et la reine Sophie sont reçus officiellement à la synagogue de Madrid, en présence du président israélien Chaim Herzog. Le roi évoque à cette occasion « la réconciliation historique entre le peuple juif et le peuple d'Espagne »,.

## Copies et variantes
Le décret est, selon les ordres royaux, reproduit en plusieurs exemplaires dont plusieurs ont été conservés dans les archives royales.
Les sources juives contemporaines des événements font état de textes légèrement différents : Eliyahou Capsali (de) reproduit un texte plus sévère envers les Juifs (la pitié des souverains envers les Juifs serait le bannissement des Juifs car « ils méritent une punition plus sévère pour ce qu’ils ont fait »). Ce texte ne mentionne pas les quartiers de résidence ni les mesures financières qui seraient selon l’auteur une mesure ultérieure. Il comporte en outre un paragraphe absent du texte officiel encourageant activement les Juifs à la conversion.

## «Loi du retour»

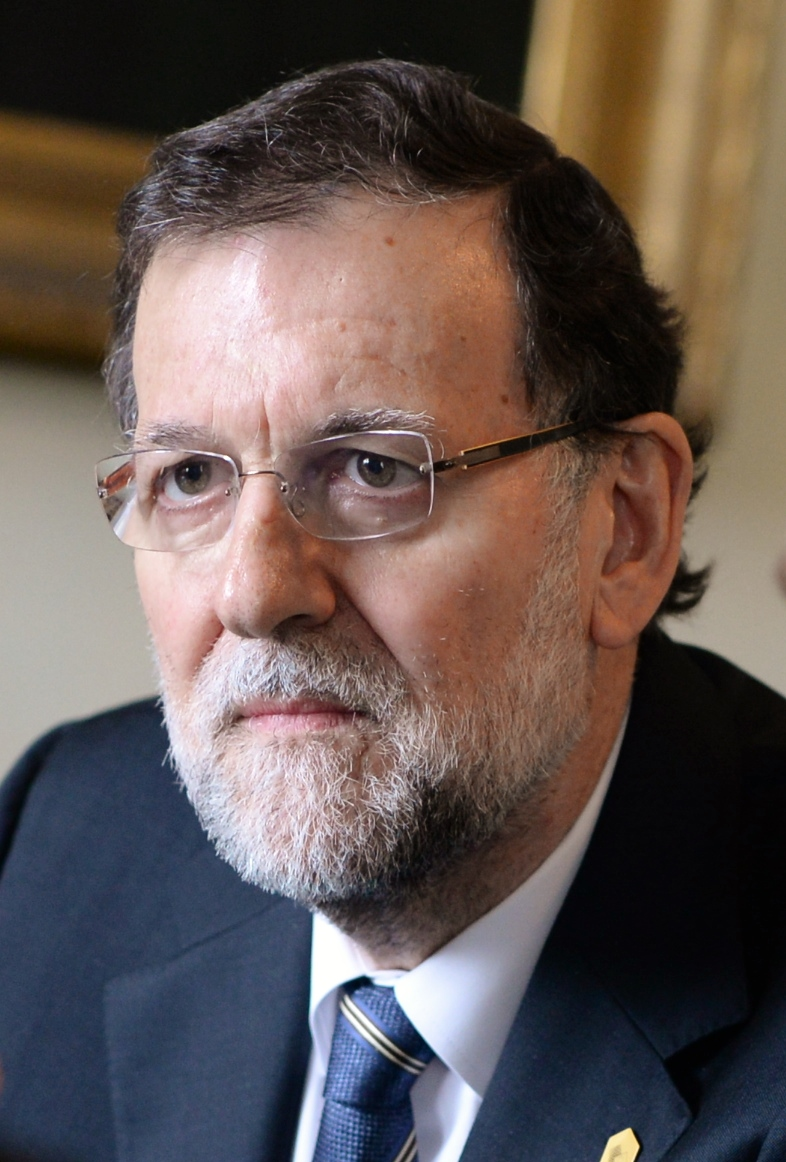
Mariano Rajoy, 2015

En juin 2015, le Congrès espagnol adopte à l’unanimité une loi incitée par le conservateur Mariano Rajoy permettant aux descendants des Juifs expulsés d’Espagne par les rois catholiques en 1492 d’obtenir facilement la nationalité espagnole, afin de réparer « une erreur historique », cinq siècles plus tard.
La précédente législation de 1924 permettait d’accorder la nationalité espagnole aux descendants d’expulsés espagnols mais exigeait qu’ils renoncent à leur autre nationalité et résident en Espagne. La nouvelle loi abandonne ces contraintes et envisage qu'ils deviennent binationaux et vivent ailleurs. Pour cela, ils doivent faire montre de leur attachement historique ou mémoriel à l'Espagne, ce qui n'est pas toujours aisé.

### Sources
- (es) Biblioteca Colombina, Sevilla, Institución Colombina, C/ Alemanes s/n 41004 Seville.